# Pontinia

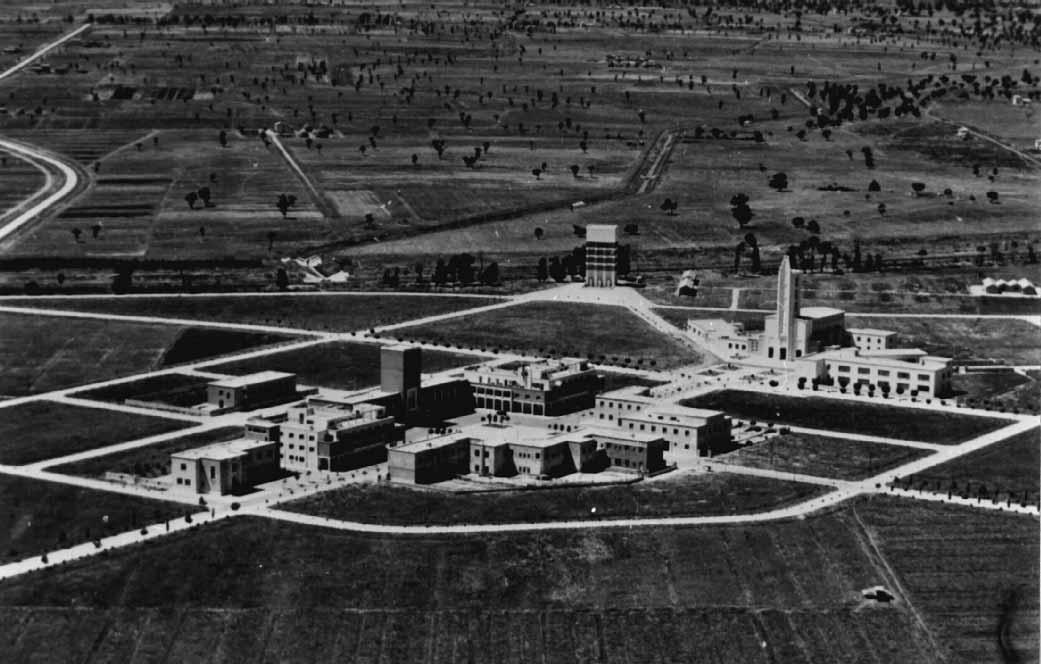
Il centro di Pontinia in costruzione (1939)

Pontinia è un comune italiano di 15 089 abitanti della provincia di Latina nel Lazio.

## Geografia fisica

### Territorio
La cittadina sorge nel cuore dell'Agro pontino e il suo territorio ricade interamente nell'area pianeggiante che fu bonificata nel XX secolo. Il centro sorge fra il fiume Sisto e la statale Appia.
Si trova ai margini del Parco Nazionale del Circeo in un'area a forte vocazione agricola.

### Clima
- Classificazione climatica: zona C, 1165 GR/G

## Storia

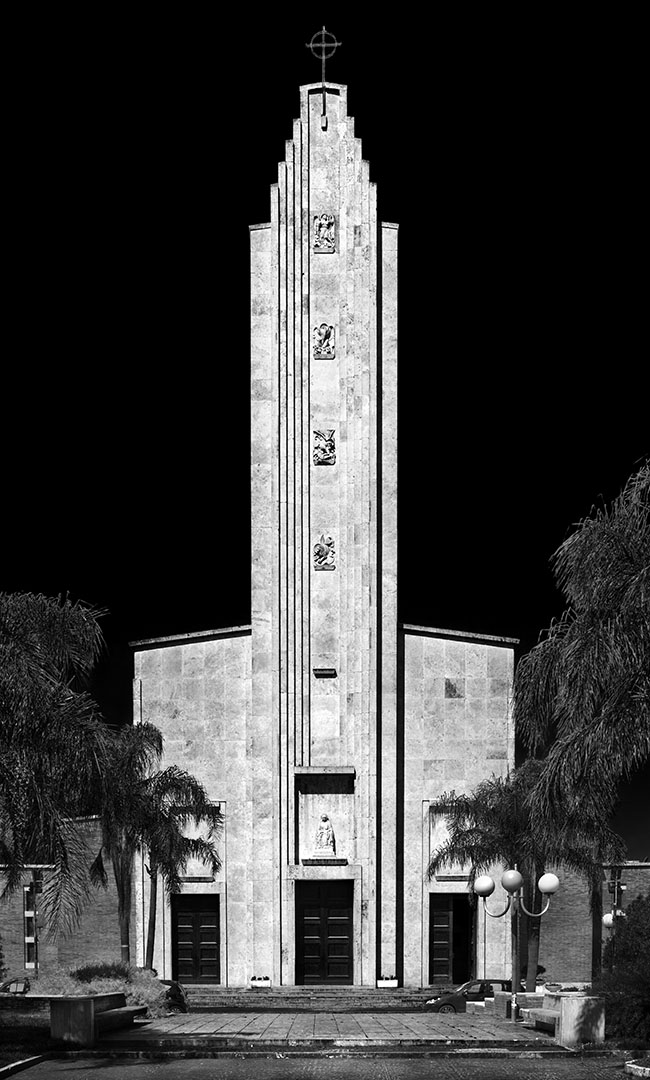
La chiesa di Sant'Anna

Pontinia è una delle cinque "città di fondazione" realizzate dal regime fascista nell'Agro pontino e romano. È la terza città a nascere in ordine cronologico dopo Littoria (Latina) e Sabaudia.
Sorse su progetto dell'ingegnere Alfredo Pappalardo, con la consulenza artistica di Oriolo Frezzotti, e venne concepita come centro di servizi per i coloni delle campagne circostanti.
Il progetto originario prevedeva una città a pianta ortogonale che ruotava intorno a due grandi piazze. Risalgono a questo periodo il Palazzo comunale, la chiesa di Sant'Anna, la casa del Fascio (ora casa della cultura), la scuola, l'ufficio postale, il cinema-teatro, la torre dell'acquedotto. I primi abitanti provenivano prevalentemente dalla province di Mantova e Ferrara.
Un progetto per la costruzione di Pontinia fu offerto al fascismo dall'architetto francese Le Corbusier ma fu respinto.
I lavori per la costruzione della cittadina iniziarono il 19 dicembre 1934 e Pontinia fu ufficialmente inaugurata il 18 dicembre 1935.
Il territorio fu ricavato dai comuni di Sezze, Terracina e Priverno.

### Simboli
Lo stemma e il gonfalone erano stati concessi con regio decreto del 5 dicembre 1935.
In seguito alla caduta del fascismo e la proclamazione della Repubblica, lo stemma venne modificato rimuovendo dallo scudo i due fasci littori e il nastro che formava la M di Mussolini, e venne ritoccato il capo del Littorio.
Lo stemma attuale è stato concesso con DPR del 30 maggio 1953.
Il gonfalone concesso nel 1935 era un drappo di nero, quello in uso oggi è di azzurro.
Con regio decreto del 19 novembre 1936 venna concessa la bandiera municipale.

## Società

### Evoluzione demografica
Abitanti censiti

### Etnie e minoranze straniere
Al 31 dicembre 2022 la popolazione straniera era di 1.957 persone, pari al 12,96% degli abitanti.

### Istituzioni, enti e associazioni
L'Associazione Sant'Anna 2.0 è sorta nel 2018 per gestire la parte "ludica" della Festa Patronale della città.

### Lingue e dialetti
Dal punto di vista linguistico, Pontinia non ha un proprio dialetto e sebbene le cadenze dialettali maggiormente diffuse furono quelle delle regioni d’origine, con l’avvento delle nuove generazioni, nate e vissute da sempre a Pontinia, nel corso di 70 anni è prevalso una cadenza dialettale di inflessione romanesca.

## Cultura

### Istruzione

#### Musei
Il 18 dicembre 2011 viene inaugurato il Museo Agro Pontino.

### Media

#### Stampa
Il Chinino - Pontinia Magazine era un periodico di attualità, informazione e cultura interamente dedicato alla città pontina. È nato nel giugno 2010 ed è bimestrale. Le pubblicazioni sono cessate nel 2016.

#### Televisione
SL 48 è l'unica emittente radiotelevisiva presente sul territorio comunale. Trasmette il proprio palinsesto sul digitale terrestre DVB-T sulla posizione 91 con due canali: SL48 1 e SL48 2.

#### Internet
A.Re.Ci. STUDIO Network, nata nel novembre 2004 è una web-tv che si occupa di cinematografia, informazione, tecnologia ed editoria in generale.

## Geografia antropica

### Frazioni
- Quartaccio. È una frazione di circa 1.000 abitanti, ubicata tra la SS 7 Appia e la ferrovia Roma-Napoli. Il nome deriva forse da una misura agraria dell'impero romano; oppure dal termine "quarto" declinato al peggiorativo a causa dell'insalubrità della zona, allora paludosa, come il resto della pianura Pontina. La chiesa parrocchiale è dedicata alla Sacra Famiglia;
- Borgo Pasubio è una frazione originariamente distaccata dal paese, ma oggi praticamente inclusa nel centro urbano;
- Mesa, piccola frazione posta lungo la Via Appia, ove si trova il Mausoleo di Clesippo;
- La Cotarda è una frazione abitata situata tra la stazione ferroviaria di Fossanova ed il paese di Pontinia, dista circa 4 km dai Laghi Gricilli). Il bar del posto ("da Zizzona") è un importante luogo di incontro, famosa la specialità della falia (focaccia).

## Economia
L'economia di Pontinia è strutturata in modo classico, nella zona metropolitana sono presenti attività dei servizi, dell'intrattenimento e dei macchinari agricoli, nelle zone rurali sono presenti imprese agricole e della lavorazione dei latticini (come l'industria lattiero casearia Francia) mentre nel distretto industriale di mazzocchio si trovano le industrie maggiori con fatturati superiori a 5Mln di Euro come quella dei trasporti su strada (è presente una stazione ferroviaria) della produzione di materiali plastici per cucine e bagni (Elleci), dei generi alimentari biologici e del packaging.
Di seguito la tabella storica elaborata dall'Istat a tema Unità locali, intesa come numero di imprese attive, ed addetti, intesi come numero addetti delle unità locali delle imprese attive (valori medi annui).
|          | 2015                  |                              |                            |                |                       |                     | 2014                  |                | 2013                  |                |
| -------- | --------------------- | ---------------------------- | -------------------------- | -------------- | --------------------- | ------------------- | --------------------- | -------------- | --------------------- | -------------- |
|          | Numero imprese attive | % Provinciale Imprese attive | % Regionale Imprese attive | Numero addetti | % Provinciale Addetti | % Regionale Addetti | Numero imprese attive | Numero addetti | Numero imprese attive | Numero addetti |
| Pontinia | 841                   | 2,14%                        | 0,18%                      | 2.546          | 2,08%                 | 0,17%               | 853                   | 2.796          | 843                   | 2.709          |
| Latina   | 39.304                |                              | 8,43%                      | 122.198        |                       | 7,75%               | 39.446                | 120.897        | 39.915                | 123.310        |
| Lazio    | 455.591               |                              |                            | 1.539.359      |                       |                     | 457.686               | 1.510.459      | 464.094               | 1.525.471      |

Nel 2015 le 841 imprese operanti nel territorio comunale, che rappresentavano il 2,14% del totale provinciale (39.304 imprese attive), hanno occupato 2.546 addetti, il 2,08% del dato provinciale (122.198 addetti); in media, ogni impresa nel 2015 ha occupato tre persone (3,03).

## Amministrazione

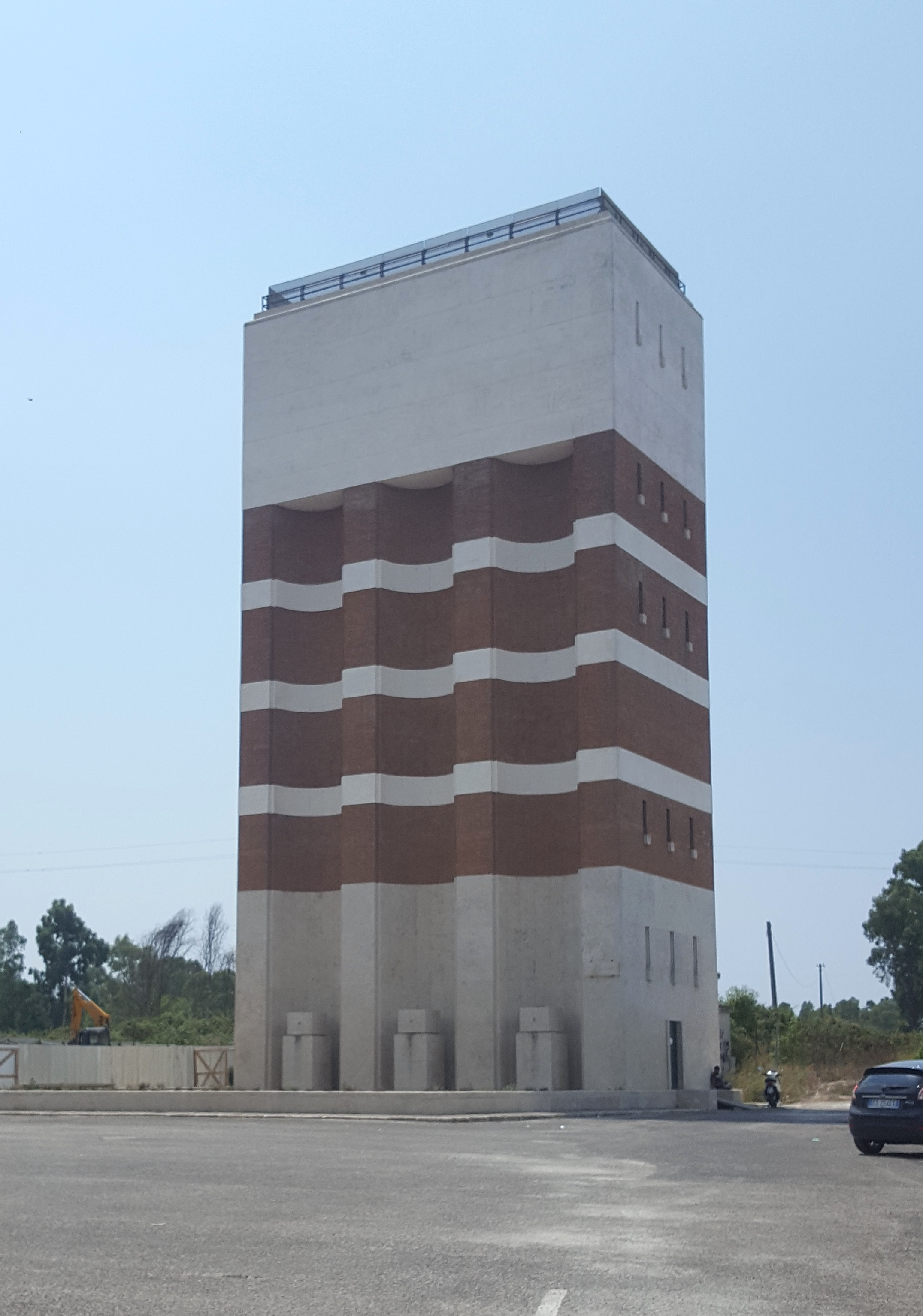
Serbatoio idrico

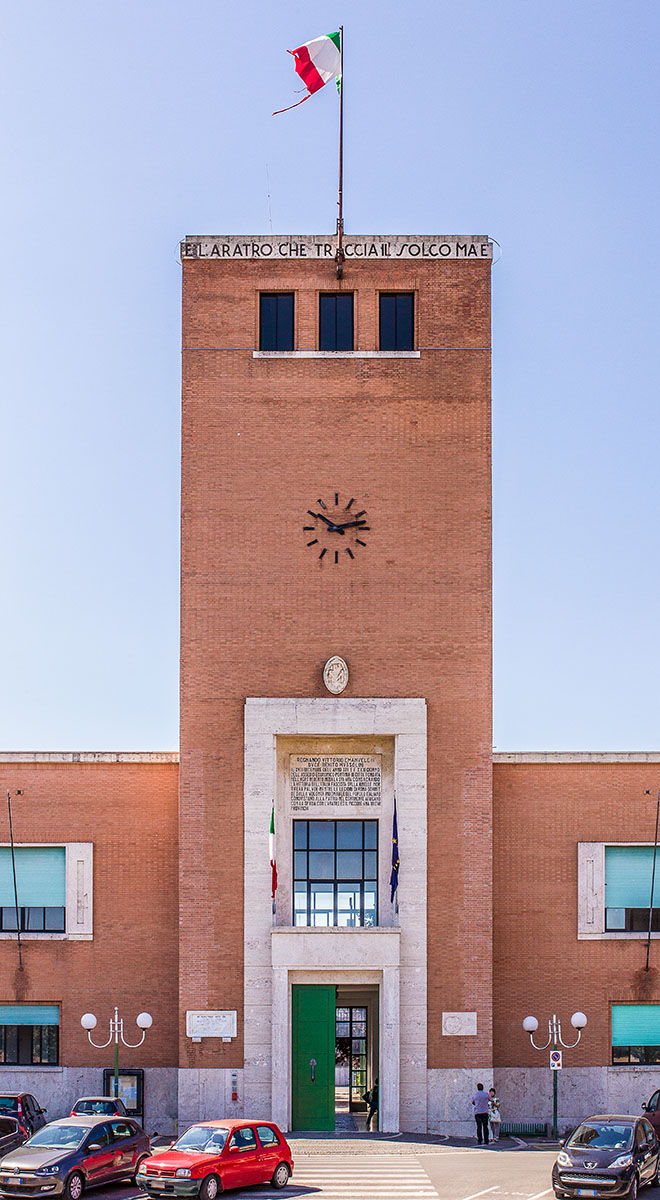
Municipio

### Sindaci del Comune di Pontinia dal dopoguerra ad oggi
| Periodo           | Periodo           | Primo cittadino          | Partito                 | Carica                  | Note   |
| ----------------- | ----------------- | ------------------------ | ----------------------- | ----------------------- | ------ |
| 1946              | 1947              | Giovanni Marchetti       | PCI                     | Sindaco                 |        |
| 1947              | 1950              | Francesco D'Ettorre      | PCI                     | Sindaco                 |        |
| 1950              | 1951              | Francesco Vecchi         |                         | Commissario prefettizio |        |
| 1951              | 1953              | Fernando Zappaterra      | PCI                     | Sindaco                 |        |
| 1953              | 1956              | Primo Pirani             | PCI                     | Sindaco                 |        |
| 1956              | 1960              | Lineo Bellini            | PCI                     | Sindaco                 |        |
| 1960              | 1970              | Ugo Sestili              | Democrazia Cristiana    | Sindaco                 |        |
| 1970              | 1974              | Fernando Petrone         | Democrazia Cristiana    | Sindaco                 |        |
| 1974              | 1975              | Giovanni Alessandri      | Democrazia Cristiana    | Sindaco                 |        |
| 1975              | 1979              | Beniamino Cimini         | Democrazia Cristiana    | Sindaco                 |        |
| 1979              | 1980              | Alceo Francia            | Democrazia Cristiana    | Sindaco                 |        |
| 1980              | 1980              | Cesare Cocchieri         | Democrazia Cristiana    | Sindaco                 |        |
| 1980              | 1982              | Romeo Virgilio Emiliozzi | Democrazia Cristiana    | Sindaco                 |        |
| 1982              | 1985              | Beniamino Cimini         | Democrazia Cristiana    | Sindaco                 |        |
| 1985              | 1985              | Italo Mantova            | Democrazia Cristiana    | Sindaco                 |        |
| 1985              | 1988              | Romeo Virgilio Emiliozzi | Democrazia Cristiana    | Sindaco                 |        |
| 12 aprile 1988    | 18 giugno 1990    | Domenico Medici          | DC                      | Sindaco                 |        |
| 18 giugno 1990    | 18 giugno 1992    | Paolo Amedeo Guidi       | PSI                     | Sindaco                 |        |
| 18 giugno 1992    | 27 agosto 1993    | Giovanni Ferrarese       | DC                      | Sindaco                 |        |
| 27 agosto 1993    | 1º settembre 1994 | Alessandro Simonetti     | PLI                     | Sindaco                 |        |
| 1º settembre 1994 | 20 novembre 1994  | Maria Montagna           |                         | Commissario Prefettizio |        |
| 20 novembre 1994  | 29 novembre 1998  | Eligio Tombolillo        | PDS                     | Sindaco                 |        |
| 29 novembre 1998  | 25 maggio 2003    | Eligio Tombolillo        | Democratici di Sinistra | Sindaco                 |        |
| 25 maggio 2003    | dicembre 2005     | Giuseppe Mochi           | CdL                     | Sindaco                 | [ 14 ] |
| dicembre 2005     | 16 luglio 2006    | Caterina Amato           |                         | Commissario Prefettizio |        |
| 16 luglio 2006    | 15 maggio 2011    | Eligio Tombolillo        | Partito Democratico     | Sindaco                 |        |
| 15 maggio 2011    | 6 giugno 2016     | Eligio Tombolillo        | Partito Democratico     | Sindaco                 |        |
| 6 giugno 2016     | 4 ottobre 2021    | Carlo Medici             | Partito Democratico     | Sindaco                 |        |
| 4 ottobre 2021    | in carica         | Eligio Tombolillo        | lista civica            | Sindaco                 |        |

### Gemellaggi
- Utena
- Vittoria
- Goro

### Altre informazioni amministrative
Pontinia è anche sede di un Consiglio Comunale dei Giovani, eletto per la prima volta il 13 dicembre 2009.

## Sport

### Calcio
- A.S.D. Pontinia che, nel campionato 2023-2024, milita nel campionato maschile di Promozione.
- A.S.D. Atletico Pontinia che, nel campionato 2023-2024, milita nel campionato maschile di Eccellenza.

### Pallacanestro
- Virtus Pontinia che, nel campionato 2019-2020, milita nel campionato maschile di Serie C Gold.[15]

### Pallamano
- Handball Club Cassa Rurale Pontinia che nel 2020-2021 milita nel campionato femminile di Serie A1.

### Impianti sportivi
- Stadio comunale Riccardo Caporuscio
- Palasport Marica Bianchi